# 聖馬泰奧峰

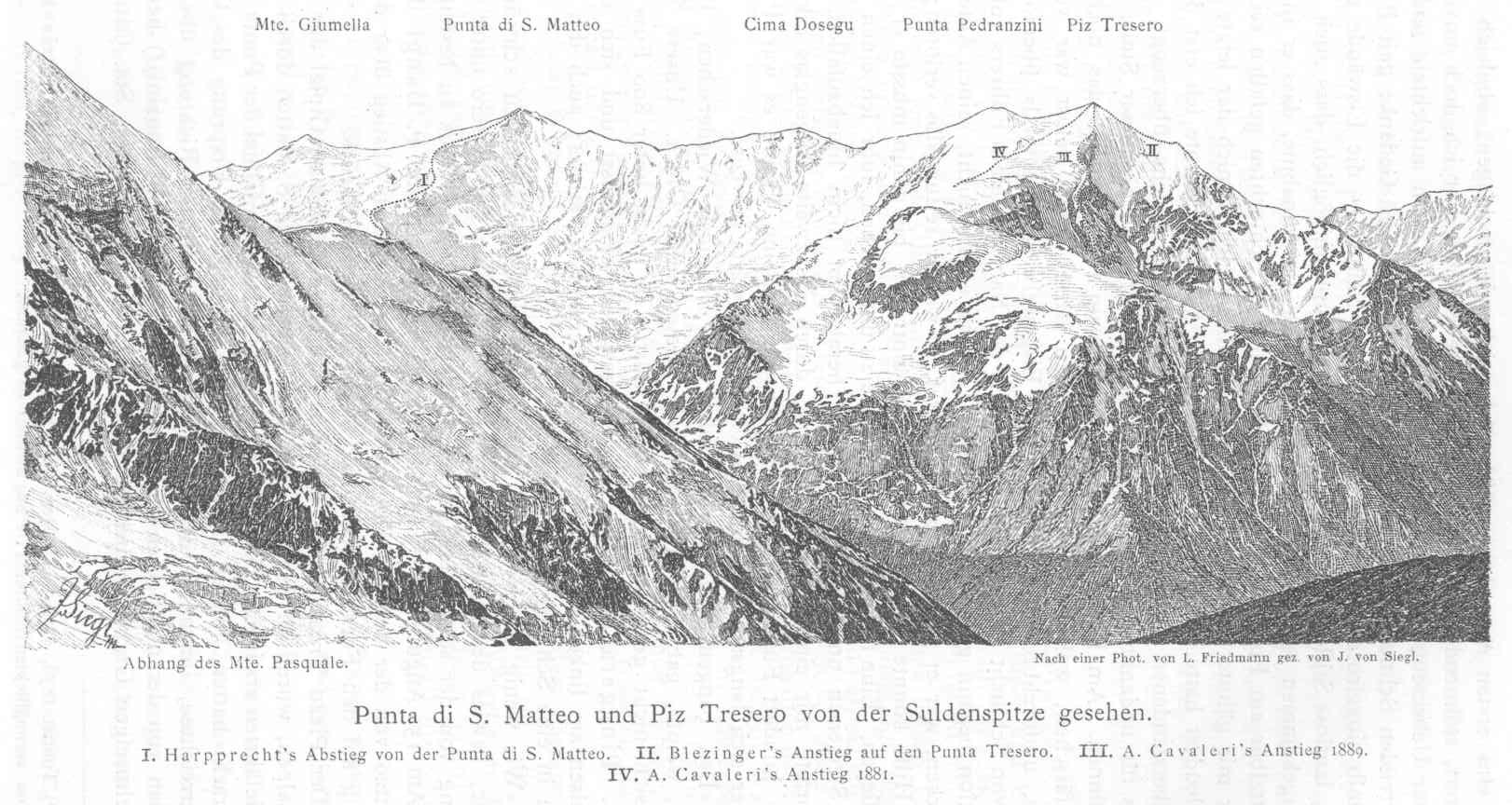

46°22′44″N 10°34′00″E / 46.37889°N 10.56667°E
聖馬泰奧峰（義大利語：Punta San Matteo），是意大利的山峰，位於該國北部，處於倫巴第大區和特倫蒂諾-上阿迪傑大區接壤的邊界，屬於奥特莱斯山的一部分，海拔高度3,678米，每年平均降雨量1,357毫米。